# Diga di Leana
La diga di Leana è una diga ad arco-gravità in calcestruzzo costruita tra l'ottobre 1967 e il luglio 1968 nel territorio del comune di Albavilla, (CO), lungo il corso del torrente Cosia.
In realtà ad inizio 1900 esisteva già uno sbarramento eseguito a scopo di accumulo acqua e approvvigionamento idrico del comune, ma negli anni sessanta, viene prevista la demolizione e ricostruzione con un nuovo sbarramento in calcestruzzo.

## Descrizione
I lavori di costruzione del nuovo sbarramento in località Leana, lungo il corso del torrente Cosia, prendono il via nell'ottobre del 1967, vengono interrotti nella stagione invernale da fine novembre a marzo 1968, e vengono ultimati nel luglio 1968. 
Lo sbarramento in calcestruzzo è di tipo ad arco-gravità, presenta un'altezza massima di 5m e crea un invaso artificiale di profondità massima 4m, per un'estensione di 850 m², con capacità del bacino di 1500m³.
Dall'invaso una condotta di adduzione porta l'acqua al comune di Albavilla.

## Caratteristiche tecniche
- Tipo: diga ad arco-gravità in calcestruzzo
- Progettazione iniziale: 1967
- Inizio effettivo lavori: 1967
- Fine lavori: 1968.
- Altezza complessiva: 5 m
- Larghezza alla base: 75 cm
- Larghezza in sommità: 60 cm
- Capacità di invaso complessiva  1500 m3

## La diga oggi
L'opera di sbarramento dopo aver assolto alla sua funzione per anni, è in disuso.
L'incremento dei consumi di acqua dovuti all'espansione dell'abitato e all'aumento della popolazione ha reso necessario la realizzazione di pozzi verso il comune di Alserio, con un sistema di pompe per portare l'acqua nelle parti più alte dell'abitato.
Negli ultimi anni il comune di Albavilla si è posto il problema del riutilizzo del manufatto.

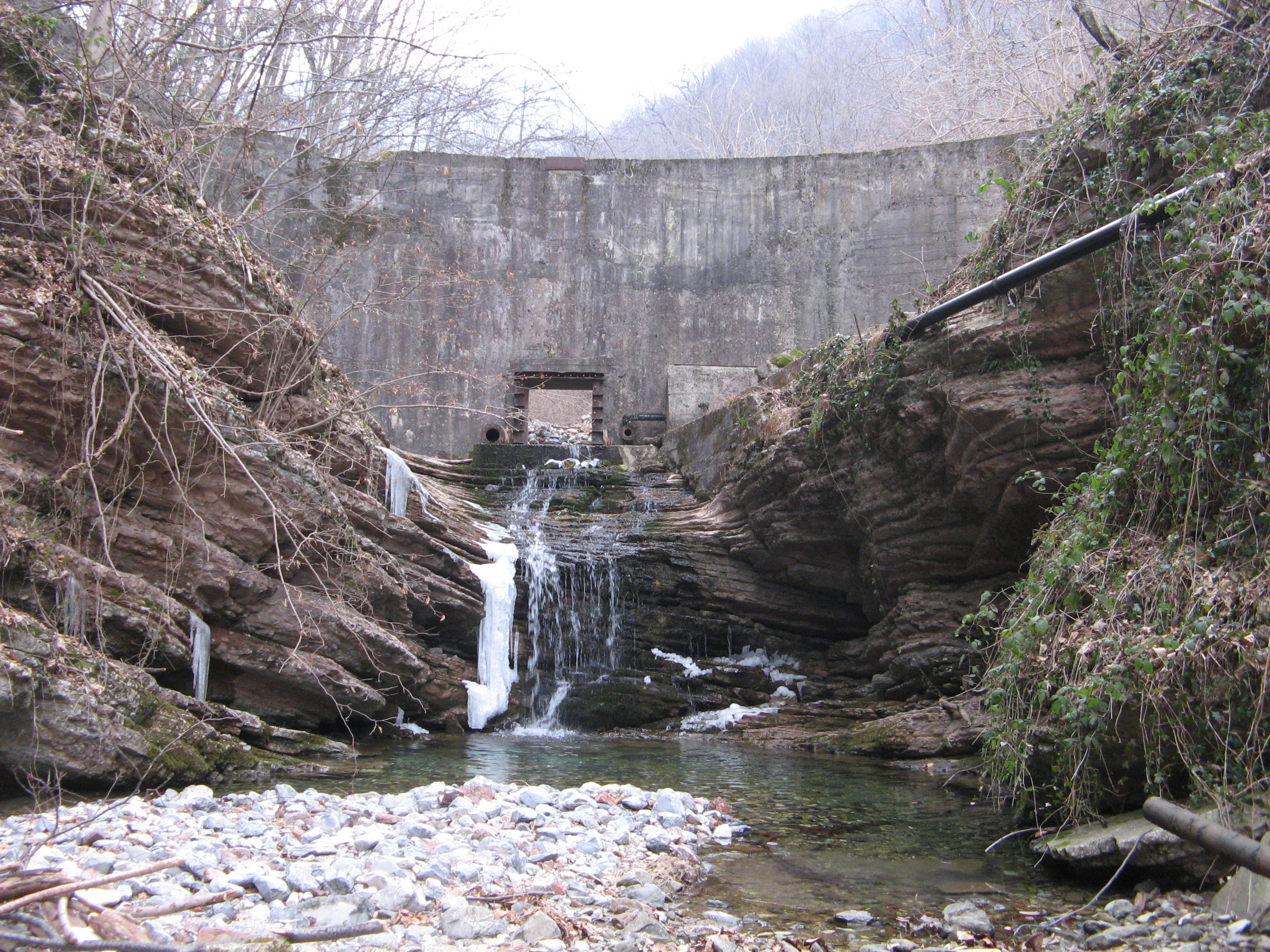
vista frontale della diga
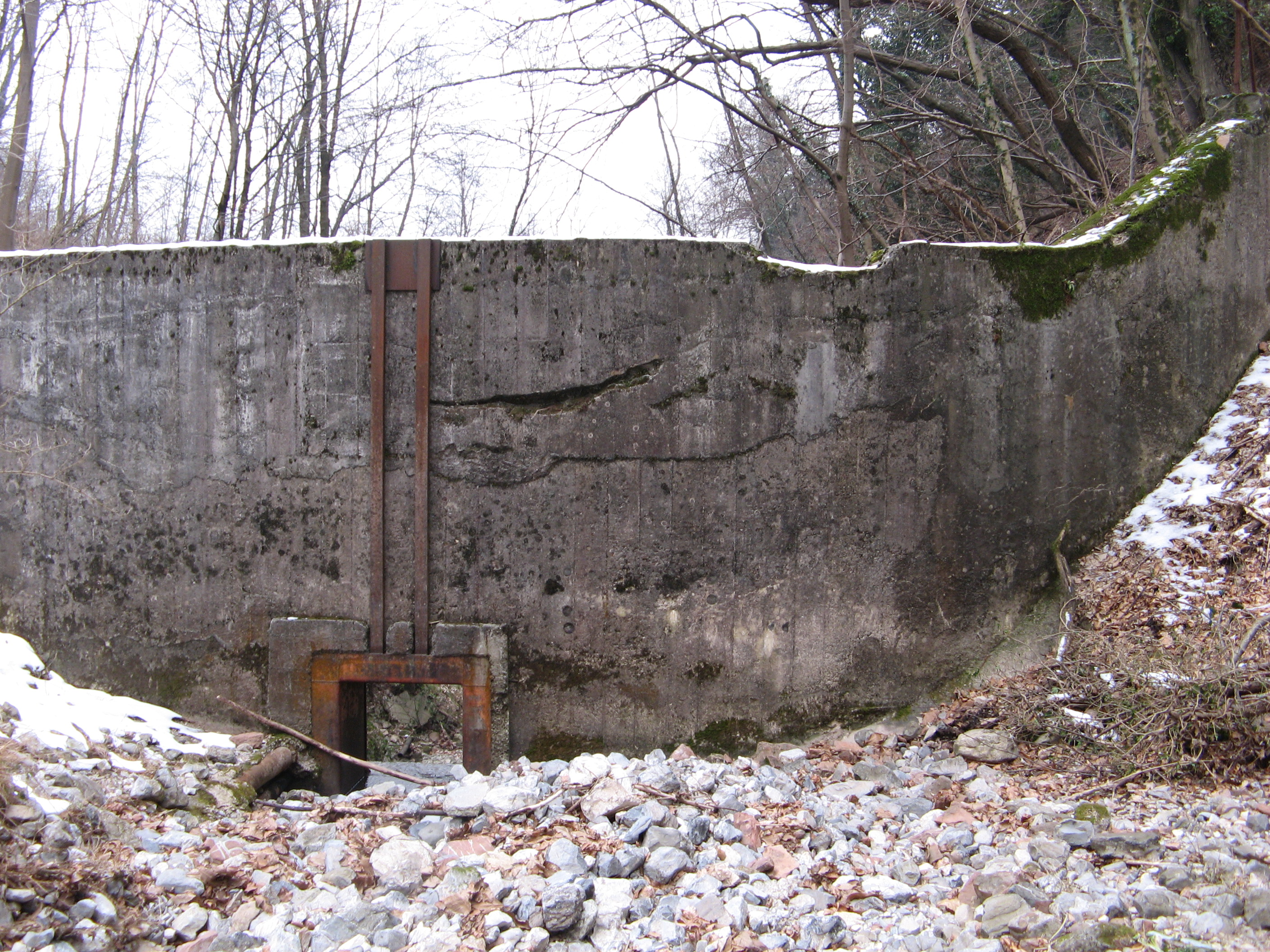
vista della diga dall'interno dell'ex lago